# Arezzo
Arezzo (latinski: Arrētium) je grad u središnjoj Italiji, sjedište istoimene pokrajine Arezzo, u talijanskoj regiji Toskani. Arezzo se nalazi na oko 80 km jugoistočno od Firenze, na nadmorskoj visini od 296 metara, i ima oko 99,000 ( po popisu iz 2009. g.).

## Zemljopisne osobine
Arezzo je smješten na brdu koje se uzdiže iznad doline rijeke Arno. U gornjem dijelu grada na brdu, nalazi se centralni trg pored kojeg je katedrala, gradska vijećnica i Medičejska utvrda (Fortezza Medicea). Iz gornjeg grada račvaju se glavne ulice koje vode do donjeg grada i gradskih vrata. Gornji grad Arezza, održao je svoj srednjovjekovni izgled unatoč svim kasnijim dogradnjama.

## Povijest

### Etruščani
Rimski povjesničar Livije opisao je Arezzo kao jednu od etrurskih metropola (Capitae Etruriae), prepostavlja se da je Arezzo bio jedan od dvanaest najvažnijih etrurskih gradova (tzv Dodecapolis). Etrurske ruševine nalaze se oko akropole San Cornelio. U gradu postoje i drugi značajni etrurski ostatci: dijelovi zidova, etrurska nekropola na Poggio del Sole (Sunčano brdo), i dvije slavne bronce, Chimera Arezzo (5. stoljeće pr. Kr.) i Minerva (5. stoljeće pr. Kr.), koji su bili otkriveni u 16. stoljeću i odneseni u Firencu.

### Rimljani
Grad su osvojili Rimljani 311. pr. Kr., Arretium je postao vojna postaja na njihovoj Via Cassia, cesti za njihovu daljnju ekspanziju po dolini rijeke Po. Arretium je stao na stranu Mariusa u rimskom građanskom ratu, a nakon rata je pobjednik Sula namjeravao napraviti koloniju za svoje veterane u napola srušenom gradu, kao Arretium Fidens ( Vjerni Arretium). Čak ni u tom vremenu nije potpuno nestala stara etrurska aristokracija, jedan od njih bio je Caius Cilnius Maecenas. Grad se nastavio razvijati kao Arretium Vetus (Stari Arretium), i bio je jedno vrijeme treći po veličini grad u Italiji za Augusta. Arretium je bio poznat po svojim proizvodima iz keramike, karakteristično oblikovanom i glaziranom - bucchero (tamna keramika) i crveno-oslikanim vazama (tzv. koraljnim vazama).

### Srednji vijek
U 3. st. - 4. st., Arezzo je postao biskupsko sjedište. On je jedan od rijetkih gradova za čije se biskupe zna bez ikakvih prekida sve do današnjih dana, dijelom i zbog toga što su oni bili feudalni gospodari grada u srednjem vijeku. Rimski Arezzo je najvećim dijelom porušen, za vrijeme Gotskih ratova i invazije Langobarda. Iz rimskih vremena ostao je samo amfiteatar.
Srednjovjekovni grad komuna Arezzo, oslobodio se vlasti svojih biskupa već 1098. godine i postao samostalni grad-država, to je potrajalo do 1384. godine. Općenito govoreći u gradu su držali vlast Gibelini koji su se protivili firentinskim Gvelfima. 1252. godine grad je osnovao svoje sveučilište - Studium. Nakon  Bitke kod Campaldina 1289. godine, u kojoj je poginuo biskup Guglielmino Ubertini, otpočeo je udes Gibelina iz Arezza, njihova moć počela je opadati, osim kratkog perioda, kad je vlast bila u rukama obitelji Tarlati, glavni među njima Guido Tarlati, postao je biskup 1312. godine i održavao je dobre odnose sa strankom Gibelina. Tarlati je tražio potporu u savezu sa susjednim Forlìjem i njihovim gospodarem,Ordelaffiem, ali nije uspio, Arezzo je potpao pod vlast Firence-1384. godine. Od tad pa nadalje pripada medičejskom Velikom Vojvodstvu Toskane. Tijekom tog razdoblja Piero della Francesca naslikao je čuveni niz fresaka u crkvi sv Franjo iz Arezza (nedavno obnovljena), to je najpoznatiji i najposjećeniji objekt u gradu. Nakon gubitka individualnosti, otpočelo je gospodarsko i kulturno propadanje, ali sreća u nesreći na taj način je grad Arezzo sačuvao izvornu srednjovjekovnu jezgru.

### Novo doba
U 18. stoljeću obližnje močvare u Val di Chiana, južno od Arezza, isušene su i teren oko grada riješio se malarije. Pri kraju stoljeća francuska napoleonska vojska zauzela je Arezzo, no grad se uskoro pretvorio u sjedište otpora protiv zavojevača, s pokretom Viva Maria, koji su oslobodili grad. 1860. godine. 
Arezzo je postao sastavni dio novoustanovljene Kraljevine Italije. Grad je pretrpio teška oštećenja za vrijeme borbi tijekom Drugog svjetskog rata.

## Gradske znamenitosti

### Piazza Grande (Veliki trg)
Piazza Grande je najznačajniji srednjovjekovni trg u gradu. Nastao je u 13. stoljeću iza crkve S. Maria della Pieve, čija romanička apsida dominira trgom. Nekoć je na njemu bila glavna tržnica u gradu, danas se na njemu odigrava povijesna viteška igra Saracenski boj(Giostra del Saracino). Trg nije vodoravan, već je prirodno nagnut kako pada teren, s popločenjem od crvene opeke isprekidan s kamenim geometrijskim linijama. Osim apside crkve, oko trga su sljedeće građevine:
- Palača laičke bratovštine (Fraternita dei Laici): iz 14. st. - 15. st. s gotičkim prizemljem i renesansnim prvim katom, rad Bernarda Rossellina.
- Vasarijeva Loggia duž čitave sjeverne strane trga, s potpuno ravnom manirističkom fasadom koju je projektirao Giorgio Vasari.
- Biskupska palača, ponovno izgrađena sredinom 13. st. Unutrašnjost palače ukrašena je freskama; Salvi Castellucci, Teofilo Torri i Pietro Benvenuti. Ispred palače je Kip velikog vojvode Ferdinando I. de' Medici (1595.), rad kipara Pietra Francavilla.
- Palača Cofani-Brizzolari, s tornjem Torre Faggiolana.
- Stara Vijećnica i Palazzo del Popolo.

### Crkve
- Gotička katedrala sv. Donata iz Arezza (13. st. - do početaka 16. st.). Pročelje je ostalo nedovršeno sve do 20. st. Unutrašnjost je klasično podijeljena na tri broda s masivnim stupovima. U lijevom brodu naleze se freske Piero della Francesca sa scenama iz života Marije Magdalene. Pažnje su vrijedni i srednjovjekovni vitraži, Kapela Tarlati iz 1334., te gotička grobnica pape Grgura X.
- Bazilika sv. Franje iz Arezza (13. st. - 14. st.), građena u tipično toskansko- -gotičkom stilu. Od pročelja koje je cijelo trebalo biti izvedeno u mramoru, izveden je samo donji dio. Crkva je jednobrodna longitudinalna građevina. U crkvi su najvrednije freske iz Kapele Bacci, rad slikara Piero della Francesca Legenda o pravom križu (1453-1464). Ispod crkve nalazi se starija trobrodna bazilika (Basilica inferiore) koja se danas koristi za izložbe.
- Romanička crkva Santa Maria della Pieve. Pored crkve je masivni zvonik s biforama. Crkva je sagrađena u 12. stoljeću na temeljima starije ranokršćanske bazilike, obnovljena je 1560. ( Giorgio Vasari).
- Bazilika San Domenico (početak gradnje 1275. dovršena početkom 14. stoljeća). To je jednobrodna crkva, s vrlo vrijednim Raspećem  od gotičkog toskanskog slikara Cimabue.
- Santa Maria in Gradi je srednjovjekovna crkva iz 11. st. - 12. st., kompletno obnovljena pri kraju 16. st. po projektima Bartolomea Ammannatia. To je jednobrodna građevina s mramornim oltarima iz 17. st. i vrlo vrijednom skulpturom iz terakote Marija u žalosti, djelom kipara Andreje della Robbije.

### Ostali značajni objekti
- Rimski amfiteatar i museum.
- Palača Priori, podignuta 1333. godine, je sjedište gradske uprave sve do danas. Zdanje je nebrojeno puta obnovljeno i renovirano, unutar objekta je dvorište iz 16. st. s mramornom statuom Madona s djetetom (1339. ), brojnim freskama i bistom slavnog Aretina te dvije slike Giorgia Vasaria. Toranj koji dominira trgom je iz 1337. godine.
- Medičejska utvrda (Fortezza Medicea), koju je projektirao Antonio da Sangallo Mlađi izgrađena je 1538. – 1560. Dijelomičko demolirana od strane Francuza na početku 19. st.
- Palača Camaiani-Albergotti (14. st., obnovljena u 16. st.), s tornjem - Torre della Bigazza.
- Palača Bruni-Ciocchi, renesansna građevina Bernarda Rossellina. Danas je u njoj Državni muzej srednjovjekovne i moderne umjetnosti.
- Palača Pretorio, u njoj je bilo sjedište Narodnog kapetana sve do 1290. g. Na pročelju se nalazi grb kapetana, podeste i gradskih povjerenika od 14. st. do 18. stoljeća. Od izvorne građevine ostao je očuvan samo jedan toranj, drugi je propao.
- Petrarkina kuća (Casa del Petrarca).
- Casa Vasari je stara kuća koju je obnovio 1547. g. Giorgio Vasari i izveo freske u njoj. Danas se u njoj nalazi muzej s bogotom arhivom iz 16. st.

## Festivali i svetkovine
- U gradu se svake godine održava tradicionalno međunarodno natjecanje zborova Concorso Polifónico Guido d'Arezzo.
- U Arezzu se svake godine održava viteška igra zvana Saracenski boj (Giostra del Saracino). Nešto poput naše Sinjske alke, u ovoj igri "vitezovi" na konjima odjeveni u srednjovjekovne kostime, koji predstavljaju razne gradske četvrti Arezza (bande) i pokušavaju što točnije pogoditi drvenu metu. Ovisno o točnosti dobivaju bodove a pobjednik je onaj koji ih najviše sakupi.
- Od 1986. do 2006. u Arezzu se svakog srpnja održavao Festival pop kulture - Arezzo Wave, na kojem su nastupali brojni poznati pop i rock sastavi iz Europe i Amerike. Od 2007. g. festival se zove PLAY Arezzo Art. Gosti festivala 2007. g. i 2008. g. bili su: Negrita, Peter Gabriel, Lou Reed, Joan Baez, Ben Harper, Goran Bregović, Carmen Consoli, Max Gazzè, Peter Brook.

## Poznati sugrađani
- Guido d'Arezzo, srednjovjekovni glazbeni teoretičar i pedagog.
- Piero della Francesca, slikar, rođen je u okolici grada, a naveći dio života proveo je u Arezzu.
- Petrarca, pjesnik
- Pietro Aretino, književnik, pjesnik i satiriičar
- Giorgio Vasari, slikar, arhitekt, i biograf.
- Francesco Redi, fizičar iz 17. st.
- U okolici grada rođen je i Poggio Bracciolini renesansni književnik

### Prijateljski gradovi
- ,  Bedford, Ujedinjeno Kraljevstvo
- , Montenars, Italija, od 1977.
- , Saint-Priest, Francuska, od 1981.
- , Eger, Mađarska, od 1989.
- , Norman, SAD, od 2009.
- , Oświęcim (Auschwitz), Poljska, od 2009.

## Vanjske poveznice
- Vodič: Arezzo na Wikivoyageu
- Službene stranice (tal.)
- Informacije o gradu i pokrajini (tal.)
- Službene stranice viteške igre Saracenski boj  Arhivirana inačica izvorne stranice od 12. veljače 2021. (Wayback Machine)
- Fotografije iz Arezza i viteške igre  Saracenski boj
- Arezzo Turističke informacije o Arezzu i njegovoj pokrajini (tal.)